# Ribosio 1-deidrogenasi (NADP+)
La ribosio 1-deidrogenasi (NADP+) è un enzima appartenente alla classe delle ossidoreduttasi, che catalizza la seguente reazione:
D-ribosio + NADP+ + H2O ⇄ D-ribonato + NADPH + H+
Agisce anche, più lentamente, sullo  D-xilosio ed altri pentosi.